# Jerzy Krupski
Jerzy Krupski z Orchowa herbu Korczak (ur. 1472, zm. 1534) – wojewoda bełski w 1533 roku, kasztelan lwowski w 1515 roku, kasztelan bełski w 1508 roku, starosta skalski i ratneński, starosta bełski w latach 1503-1519, starosta chełmski w 1502 roku, starosta horodelski w latach 1502-1534, starosta hrubieszowski w latach 1502-1506, dyplomata i dowódca wojskowy, przedstawiciel dyplomatyczny Rzeczypospolitej w Imperium Osmańskim w 1514 roku.
Właściciel nieruchomości ziemskich w Rusi Czerwonej, dziedzic Orchówka i Krupego

## Kariera
- Starosta chełmski, bełski, horodelski, hrubieszowski w latach 1502–1507[5];
- Poseł Polski, komisarz (deputat) służby dyplomatycznej króla Zygmunta I Starego przy władcy Mołdawii Bogdanie III w 1509 roku ds. ułożenia z nim stosunków handlowych;
- poseł na sejm piotrkowski 1504 roku z województwa bełskiego[6]
- 1513–1515 - kasztelan bełski
- 1509 - kanonik we Lwowie i kasztelan lwowski 1513-1515;
- 1510 - łac. Crupski Georgius capitaneus Belzensis: starosta bełski[7];
- Przedstawiciel u boku sułtana Selima I Groźnego, w 1514 roku, podpisał z nim "Trzyletni Umowy (Kontrakt)";
- 1518 roku kanonik krakowsko-bełski;

* "trzymał starostwa" sokalskie, ratneńskie. W 1519 roku otrzymał konsens królewski na odstąpienie starostwa bełskiego i sokalskiego Andrzejowi Tęczyńskiemu;
- 1525 r. - w imieniu Polski podpisał rozejm z książętami pomorskimi
- 1533 r. - wojewoda bełski

* 1493–1548 rr. - w Komisji Korony Polskiej, uwzględnienie skarg od Litwinów z Wielkiego Księstwa Litewskiego.

## Działalność
W 1492 roku, w Krupem (na Chełmszczyźnie) zbudował zamek Krupe.
Uczestniczył w bitwie z Węgrami w pobliżu Koszyc i Preszowa (obecnie – na Słowacji) w 1491–1492 roku. Uratował króla Jana I Olbrachta. W 1510 roku brał udział w rokowaniach w Kamieńcu Podolskim, zakończonych podpisaniem traktatu pokojowego z przedstawicielami hospodara mołdawskiego Bogdana III. 
W 1506 staraniem Jerzego Krupskiego Orchówek otrzymał prawa miejskie.
W 1507 wybudował w Orchówku późnobarokowy katolicki kościół (pw. św. Jana Jałmużnika), sanktuarium Matki Bożej Pocieszenia. Od 1610 roku należał on do oo. augustianów, od 1947 roku należy do Zakonu Braci Mniejszych Kapucynów.
Był właścicielem bogatej posiadłości na Czerwonej Rusi. Własnym nakładem restaurował zamki miast Chełma i Bełza. Był doradcą królów Jana I Olbrachta i Zygmunta I Starego.

## Rodzina
Jego pierwszą żoną była Beata Buczacka, córka wojewody Jakuba Buczackiego z Podhajec, która przedwcześnie zmarła. Drugą żoną była Małgorzata z Rozwady (Roszvady) (ślub - około 1490 r.). Dzieci: Stanisław, Jan, Hieronim, Krzysztof, Janusz i nieznana z imienia córka (żona Dawida (czyli Jana) Sieneńskiego z Pomorzan herbu Dębno, która według Staniasława Sarnickiego wyszła ponownie za mąż za Jana Orzechowskiego, od 1567 kasztelana chełmskiego).